# Ophiomitrella globifera
Ophiomitrella globifera är en ormstjärneart som först beskrevs av Jean Baptiste François René Koehler 1896.  Ophiomitrella globifera ingår i släktet Ophiomitrella och familjen knotterormstjärnor. Inga underarter finns listade i Catalogue of Life.